# Raposos (ort)
Raposos är en ort i Brasilien.   Den ligger i kommunen Raposos och delstaten Minas Gerais, i den sydöstra delen av landet, 600 km sydost om huvudstaden Brasília. Raposos ligger 736 meter över havet och antalet invånare är 13 262.
Terrängen runt Raposos är huvudsakligen lite kuperad. Raposos ligger nere i en dal. Runt Raposos är det ganska glesbefolkat, med 26 invånare per kvadratkilometer.. Närmaste större samhälle är Belo Horizonte, 14,9 km väster om Raposos.
I omgivningarna runt Raposos växer huvudsakligen savannskog.